# What Bois About To
What Bois About To er den første EP fra den danske popduo Citybois, der udkom den 21. december 2015 på Sony Music.

## Spor
| #  | Titel                  | Sangskriver(e)                                                                                         | Producer(e)                                                    | Længde |
| -- | ---------------------- | --- | -------------------------------------------------------------- | ------ |
| 1. | "What Bois About To"   | Citybois, De Dødelige                                                                                  | Ulrik Schultz                                                  | 4:00   |
| 2. | "Hot Body"             | Fridolin Nordsø, Frederik Nordsø, Julius Aas, Kristian Leth                                            | Fridolin Nordsø, Frederik Nordsø, Julius Aas, Leth             | 3:21   |
| 3. | "Citybois"             | Citybois, Fridolin Nordsø, Frederik Nordsø, Louis Nordsø                                               | Fridolin Nordsø, Frederik Nordsø, Louis Nordsø, Theis Andersen | 3:19   |
| 4. | "You"                  | Emil Goll, Alexander Leonard Lørup Malone, Joachim Dencker Christiansen, David Mørup, Rasmus Jørgensen | Mørup                                                          | 3:31   |
| 5. | "Come a Little Closer" | Rasmus Stabell, Andersen, Grace Tither                                                                 | Stabell, Andersen                                              | 3:00   |
| 6. | "Stay"                 | Citybois, De Dødelige                                                                                  | Schultz                                                        | 3:44   |
| 7. | "Purple Light"         | Citybois, Jeppe Federspiel, Stabell, Engelina Adriana                                                  | Providers                                                      | 3:15   |
| 8. | "Things We Do"         | Goll, Malone, Christiansen, Mørup                                                                      | Goll, Malone, Christiansen, Mørup                              | 3:00   |
| 9. | "Ridin"                | Citybois, Jonathan Elkær, Andrina                                                                      | Elkær                                                          | 3:11   |